# Internationale Deutschland-Rundfahrt 1937
| Endstand nach der 12. Etappe | Endstand nach der 12. Etappe | Endstand nach der 12. Etappe |
| ---------------------------- | ---------------------------- | ---------------------------- |
| Sieger                       | Otto Weckerling              | 96:50:37 h (32,857 km/h)     |
| Zweiter                      | Ludwig Geyer                 | + 7:07 min                   |
| Dritter                      | Fritz Diederichs             | + 7:21 min                   |
| Vierter                      | Erich Bautz                  | + 9:59 min                   |
| Fünfter                      | Bruno Roth                   | + 11:31 min                  |
| Sechster                     | Emil Kijewski                | + 11:52 min                  |
| Siebter                      | Oskar Thierbach              | + 13:32 min                  |
| Achter                       | Edgard De Caluwé             | + 23:15 min                  |
| Neunter                      | Willi Oberbeck               | + 37:58 min                  |
| Zehnter                      | Willy Kutschbach             | + 49:03 min                  |

Die Internationale Deutschland-Rundfahrt, eine Vorgängerin der heutigen Deutschland Tour, wurde vom 6. bis 20. Juni 1937 ausgetragen. Damit fand nach sechs Jahren Pause wieder ein Rad-Etappenrennen durch ganz Deutschland statt. Es führte von Berlin über 3.182 Kilometer zurück nach Berlin. Bei zwölf Etappen gab es drei Ruhetage.
Es gingen 60 Fahrer aus 15 Teams an den Start. Darunter acht deutsche Werks- und sieben international bestückte Nationalteams. Das Ziel erreichten 28 Starter, wobei der Sieger die Distanz mit einem Stundenmittel von 32,857 km/h zurücklegte.
Nach der sechsjährigen Pause der Rundfahrt war das Interesse der deutschen Industrie und des Publikums groß. Neben den acht Sponsoren der Werksteams (Adler, Diamant, Dürkopp, Express, Phänomen, Presto, Victoria, Wanderer) berichtete die BZ am Mittag regelmäßig. Angeblich säumten auf den zwölf Etappen über 14 Millionen Menschen die Straßen. Das große Finale im Berliner Olympiastadion verfolgten dort 80.000 Menschen.
Otto Weckerling, der gleich auf der ersten Etappe siegte, gab das Trikot bis zum Ende der Rundfahrt nicht mehr ab.

## Etappen
| Etappen    | Tag      | Start – Ziel                  | km  | Etappensieger     | Gesamterster    |
| ---------- | -------- | ----------------------------- | --- | ----------------- | --------------- |
| 1. Etappe  | 6. Juni  | Berlin – Breslau              | 337 | Otto Weckerling   | Otto Weckerling |
| 2. Etappe  | Juni     | Breslau – Chemnitz            | 330 | Fritz Diederichs  | Otto Weckerling |
| 3. Etappe  | Juni     | Chemnitz – Erfurt             | 205 | Bruno Roth        | Otto Weckerling |
| 4. Etappe  | Juni     | Erfurt – Schweinfurt          | 183 | Ludwig Geyer      | Otto Weckerling |
| 5. Etappe  | Juni     | Schweinfurt – München         | 304 | Oskar Thierbach   | Otto Weckerling |
| 6. Etappe  | Juni     | München – Stuttgart           | 270 | Herbert Sieronski | Otto Weckerling |
| 7. Etappe  | Juni     | Stuttgart – Frankfurt am Main | 238 | Edgard De Caluwé  | Otto Weckerling |
| 8. Etappe  | Juni     | Frankfurt am Main – Köln      | 228 | Erich Bautz       | Otto Weckerling |
| 9. Etappe  | Juni     | Köln – Bielefeld              | 286 | Heinz Wengler     | Otto Weckerling |
| 10. Etappe | Juni     | Bielefeld – Hannover          | 286 | Emil Kijewski     | Otto Weckerling |
| 11. Etappe | Juni     | Hannover – Hamburg            | 239 | Hermann Schild    | Otto Weckerling |
| 12. Etappe | 20. Juni | Hamburg – Berlin              | 276 | Willy Kutschbach  | Otto Weckerling |